# Рябова, Дарья Ивановна
Дарья Ивановна Рябова (21 декабря 2004) — российская тяжелоатлетка. Серебряный призёр чемпионата России 2025 года. Мастер спорта России.

## Биография
Родилась 21 декабря 2004 года. Воспитанница краевого Барнаульского Центра спортивной подготовки, выпускница Алтайского училища Олимпийского резерва, тренируется у Михаила Шуваева. Обучалась в Барнаульской спортивной школе № 9.
В марта 2023 года было присвоено звание «Мастер спорта России».
На дебютном для себя чемпионате России 2025 года в Санкт-Петербурге в категории до 81 кг завоевала серебряную медаль, зафиксировав сумму двоеборья 207 кг. В упражнении «рывок» была третьей, а в «толчке» второй.

## Основные результаты
| Год  | Соревнования     | Место проведения | Весовая категория | Рывок, кг | Толчок, кг | Сумма, кг | Место |
| ---- | ---------------- | ---------------- | ----------------- | --------- | ---------- | --------- | ----- |
| 2025 | Чемпионат России | Санкт-Петербург  | до 81 кг          | 90        | 117        | 207       | 2     |